# فورمینیانا
فورمینیانا (به ایتالیایی: Formignana) یک کومونه در ایتالیا است که در استان فرارا واقع شده‌است.

## خصوصیات
فورمینیانا ۲۲٫۳ کیلومترمربع مساحت و ۲٬۸۹۸ نفر جمعیت دارد و ۳ متر بالاتر از سطح دریا واقع شده‌است.